# Де Ливрон, Борис Карлович
Борис Карлович Де Ливрон (Де-Ливрон, Деливрон) (30 июня (12 июля) 1844 — 8 (21) января 1912) — российский контр-адмирал, командир 10-го Флотского экипажа. Вероисповедание — лютеранин.
По окончании Морского корпуса, по собственному желанию переведён из Кронштадта в Сибирскую флотилию, где прослужил с небольшими перерывами с 1869 года по 1880 год.

## Биография
Родился в семье морского офицера российского императорского флота К. Ф. Де Ливрона. Является продолжателем морской франко-швейцарской, а позже российской династии Де Ливронов.
Окончил Морской кадетский корпус 17 апреля 1863 года с производством в гардемарины, зачислен в 3-й Флотский экипаж.
После перевода в 1869 году на Дальний Восток получил назначение вахтенным начальником на транспорт «Маньчжур» под командование капитана 2-го ранга А. К. Шефнера. Затем в той же должности переведён на канонерскую лодку «Горностай» под командование лейтенанта А. А. Остолопова. Находился в гидрографической экспедиции под руководством лейтенанта К. С. Старицкого в заливах Стрелок и Уссурийском. С 1870 года участвовал в переносе главной базы Российского флота из Николаевска (ныне Николаевск-на-Амуре) во Владивосток.
В 1872 году Борис Карлович был назначен старшим офицером на транспорт «Японец» под командованием капитан-лейтенанта Ф. П. Энегельма. На транспорте отправился к Татарскому проливу и провёл зимовку в заливе Де-Кастри (ныне Чихачёва).
В 1873 году переведён на шхуну «Тунгус» под командование капитан-лейтенанта Шестинского на ту же должность.
13 апреля 1874 года переведён на Балтику, где на корвете «Варяг» руководил практикой воспитанников Морского кадетского корпуса.
С 5 сентября 1875 года вновь зачислен в Сибирский флотский экипаж, с назначением в чине лейтенанта исполнять должность адъютанта штаба Главного командира портов Восточного океана.
Далее, в 1876 году получил под командование шхуну «Ермак», на которой ходил между пунктами Японского моря, Татарского пролива и острова Сахалин. Во время ухудшения отношений с Великобританией в составе отряда контр-адмирала О. П. Пузино находился с декабря 1876 года по июль 1877 год в Сан-Франциско.
В 1878 году Борису Карловичу на «Ермаке» было поручено вернуть в Россию моряков из посёлка Сетана, спасшихся после крушения шхуны «Алеут», но из-за его непредусмотрительности погибли 9 нижних чинов, 3 китайца и потерян баркас.
1 января 1879 года Борис Карлович произведён в чин капитан-лейтенанта. 18 августа вышел в отпуск по здоровью. Далее до 1880 года состоял в должности помощника командира Сибирского флотского экипажа.
В 1880 году Борис Карлович принял под командование канонерскую лодку «Морж», с которой перешёл из Шанхая во Владивосток. 5 сентябре этого же года переведён в состав Балтийского флота и вернулся на Балтику.
С 1883 года по 1884 год занимал должность помощника командира 3-го Флотского экипажа.
В 1885 году произведён в чин капитана 2-го ранга. С 1884 года по 1890 год занимал должность командира шхуны «Баклан», парохода «Владимир», монитора «Броненосец».
Далее, в 1890 году, назначен временным командиром строящегося броненосца «Наварин», передал его капитану 1-го ранга П. А. Безобразову. С 1890 по 1891 год командовал клипером «Вестник».

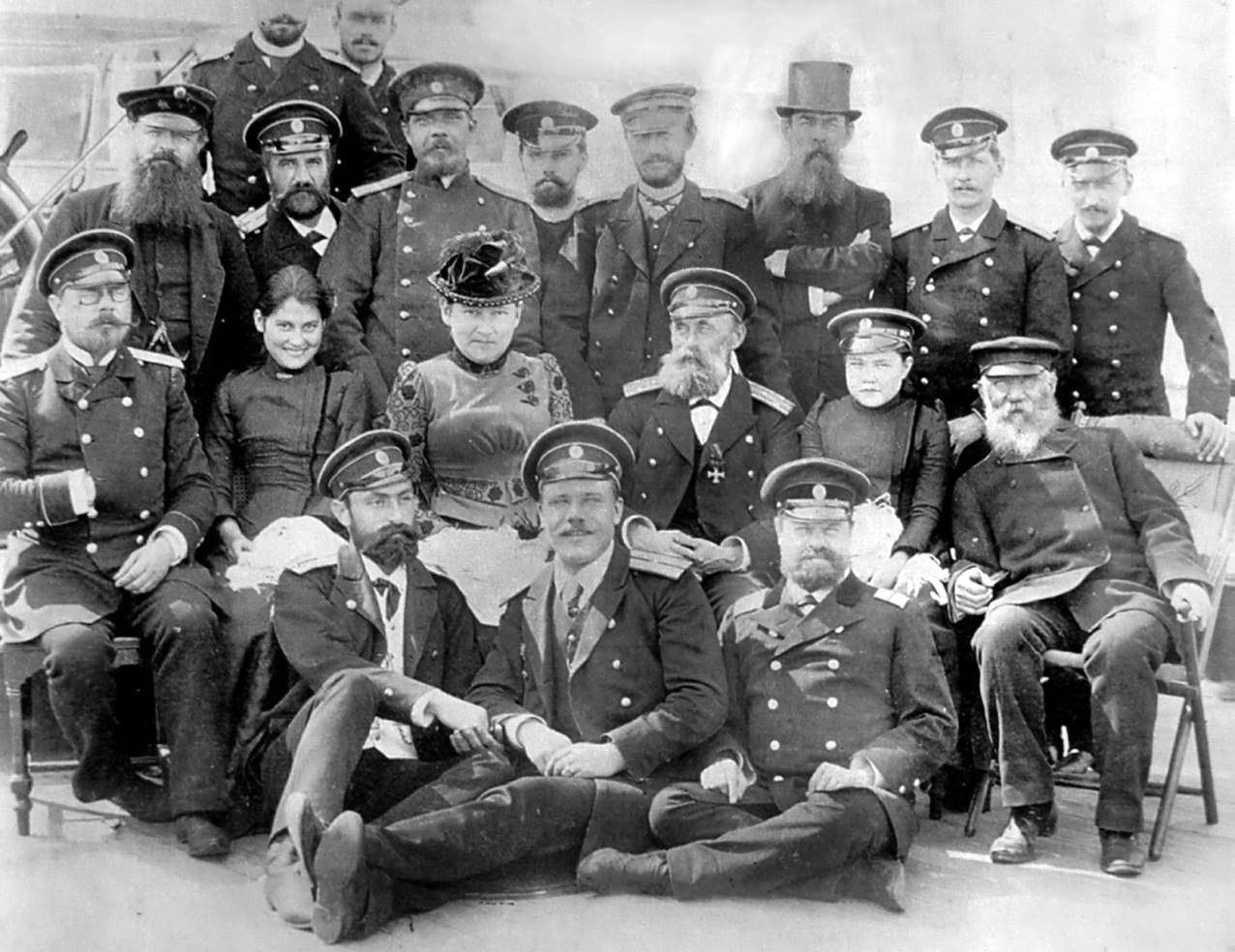
Де Ливрон Б. К. (в центре) с женой и дочерьми на борту крейсера «Забияка», Петропавловский порт, 1892 год

30 июня 1891 года принял под командование клипер (с 1892 года крейсер 2-го ранга) «Забияка», на котором находился в составе временного отряда Средиземного моря, а затем перешёл на Дальний Восток России и крейсировал в Беринговом море у Командорских островов, охраняя котиковые промыслы от браконьеров. А также, совместно с клипером «Крейсер», выполнил гидрографические работы у островов в Петропавловской и Угольной бухтах. В сентябре 1892 года пост командира корабля передал капитану 2-го ранга А. М. Доможирову.
В 1893 году произведён в капитаны 1-го ранга с назначением с 15 мая временно исполняющим обязанности командира 5-го флотского экипажа и броненосного крейсера «Адмирал Нахимов».
К 1895 году произведён в контр-адмиралы с назначением Главным инспектором Морской артиллерии. Держал свой брейд-вымпел на броненосце береговой обороны «Адмирал Ушаков». Также в этом году флагман отряда Борис Карлович Де Ливрон провёл испытания «Наварина» и являлся членом конференции Морской академии.
1 января 1896 года в чине капитана 1-го ранга назначен командиром 3-го флотского экипажа и эскадренного броненосца «Пётр Великий».
26 января 1898 года назначен командиром 10-го флотского экипажа.
4 июля 1899 года произведён в контр-адмиралы с увольнением в отставку. Умер Борис Карлович 8 (21) января 1912 года в возрасте 68 лет в Риге от карциномы, похоронен 11 января на Домском участке Большого кладбища.

## Мемуары
- Де-Ливрон Б. К. Отрывочные воспоминания из прожитой мною жизни на море и на суше. — СПб.: типография товарищества п. ф. «Электротип Н. Я. Стойковой», 1912. — 29 с.
- Де-Ливрон Б. К. Служба в Амурском флотском экипаже и Сибирской флотилии. 1869—1880. — СПб., 1911.
- PC, 1911, т. 148, № 12 — Де-Ливрон Б. К., Перенесение порта из Николаевска во Владивосток.
- PC, 1912, т. 149, № 2 — Де-Ливрон Б. К., Рассказ купца Розенберга о бегстве из ссылки Бакунина М. А.

## Награды
- Орден Св. Станислава 3-й ст. (1877)
- Орден Св. Анны 3-й ст. (1884)
- Орден Св. Станислава 2-й ст. (1888)
- Орден Св. Владимира 4-й ст. с бантом за 25 лет беспорочной службы (1889)
- Орден Св. Анны 2-й ст. (1894)
- Орден Св. Владимира 3-й ст.
- Шведский орден Св. Олафа кавалер (1890)
- Турецкий орден Меджидие 3-й ст. (1892)

## Интересные факты
- В фондах Российского государственного исторического архива Дальнего Востока сохранились документы, отражающие частную жизнь в то время лейтенанта Бориса Карловича во Владивостоке. В «Списке домовладельцев», составленном в 1878 году, недвижимое имущество, принадлежащее ему, оценивалось в 3000 рублей[9].

## Семья
- Дед — барон Франц Иванович Де Ливрон (1765—1841), генерал-майор Российского Императорского флота, участник русско-шведской войны.
  - Дядя по отцовской линии — Андрей Францевич Де Ливрон (1796—1879), капитан 1-го ранга Российского Императорского флота, участник кругосветного плавания в 1817–1819 гг. на шлюпе «Камчатка» под командованием Головнина В. М., участник русско-турецкой войны 1828—1829 гг., осуществлял строительство доков в Севастополе.
  - Отец — Карл Францевич Де Ливрон (1797—1887), генерал-майор Российского Императорского флота, помощник капитана над Свеаборгским портом, 28 и 29 июня 1855 года участник оборонной кампании порта.
  - Мать — Евгения Богдановна фон Кюстер
    - Сестра — Ольга Карловна Де Ливрон
    - Сестра — Екатерина Карловна Де Ливрон
    - Брат — Франц Карлович Де Ливрон (1833—1861), лейтенант, пропал без вести во время плавания на клипере «Опричник».
    - Брат — Александр Карлович Де Ливрон (1837 — после 1917), капитан 1-го ранга, участвовал в обороне Кронштадта во время Крымской войны, участник рейда эскадр контр-адмирала Попова A. A. к Сан-Франциско во время Гражданской войны Севера и Юга.
    - Брат — Карл Карлович Де Ливрон (1838—1918) — адмирал Российского Императорского флота, командовал Санкт-Петербургским портом, член Адмиралтейств-совета, председатель Особого комитета по организации Амурской флотилии.
    - Брат — Андрей Карлович Де Ливрон (1840 — после 1917), контр-адмирал[1], директор Лондонского маяка (Финский залив), исполнял обязанности лоц-командира общества Кронштадтских лоцманов, также известен как исследователь залива Петр Великого.
    - Брат — Павел Карлович Де Ливрон (1842—?), капитан 1-го ранга, офицер Балтийского флота, служил в Петербургской речной полиции.
    - Сестра — Анна Карловна Де Ливрон
- Жена — София Мартыновна Де Ливрон (урождённая фон Клинкустрём)
  - Дочь — Олга Борисовна Деливрон (1878—?)
  - Дочь — Софья Борисовна Де Ливрон (Рысина) (1880—?)
  - Сын — Мартын Борисович Деливрон (20 сентября 1881 — 11 ноября 1926), в звании мичмана крейсера «Адмирал Нахимов» участвовал в Цусимском сражении[10].

## Память
- В честь Де-Ливрона названа бухта к северу от бухты Горностай, между мысами Анерта и Субботина, полуострова Муравьёва-Амурского, Уссурийский залив, залив Петра Великого, Японское море. Обследована в 1869 году экипажем проводившей исследования канонерской лодки «Горностай» и названа по фамилии канонерки мичмана Б. К. Де-Ливрона[11]43°06′55″ с. ш. 132°01′35″ в. д.HGЯO